# Промэлектроника
АО "НПЦ "Промэлектроника" — российская компания в области железнодорожной автоматики и телемеханики. Штаб-квартира находится в Екатеринбурге.
Основана 18 апреля 1992 года.

## История
История компании началась с разработки и выпуска вычислительной техники и промышленной автоматики в составе АО «Промэлектроника» — ныне крупнейшего российского поставщика комплектующих. В 1994 году начались исследования в области железнодорожной автоматики, работы по системам диспетчерского управления транспортом. С 1996 года компания внедряет собственные разработки на промышленном транспорте, а с 1999 года — на сети магистральных дорог России и зарубежных стран.
18 апреля 1992 г. — начало научно-производственной деятельности. Заключено лицензионное соглашение с заводом «Лентеплоприбор» о выпуске нами принтеров СМ6346М. С 1992 по 1995 годы выпущено более 1000 принтеров, в том числе собственные модификации.
1993 г. — разработка и начало выпуска программатора «Хронос П-001». С 1993 по 2001 годы выпущено более 3000 программаторов «Хронос» модификаций П-001 и П-002.
1994 г. — формирование организационной структуры НПЦ «Промэлектроника» по направлениям исследований. Начало исследований в области систем диспетчерского управления транспортом и железнодорожной автоматики. Разработка и внедрение ряда систем промышленной автоматики.
1995 г. — испытания системы контроля свободности участков пути методом счёта осей ЭССО на промышленном железнодорожном транспорте (ст. Новая на заводе Уралмаш)
1996 г. — первые внедрения ЭССО на промышленном железнодорожном транспорте (контроль участка приближения на переезде Нижнетагильского металлургического комбината).
1996—1997 гг. — освоение рынка сбыта ЭССО. Первые частотные присвоения для разрабатываемых систем связи. Проведение ряда разработок в области промышленной автоматики, электромедицинской аппаратуры и периферии к компьютерам.
1997 г. — организация научно-производственного центра «Промэлектроника» в составе Уральского государственного университета путей сообщения.
1999 г. — специализация подразделений НПЦ «Промэлектроника» по технологическому процессу разработки, производства, строительства и эксплуатации систем. Организация учебного класса для повышения квалификации обслуживающего персонала Заказчиков, начало регулярных занятий. Разработка МПЦ-И (первое поколение) и его успешные испытания. Первое внедрение ЭССО на магистральном железнодорожном транспорте (Ст. Балахонцы Свердловской ж.д.)
2000 г. — получение сертификата на систему ЭССО, начало её массового внедрения. Первое внедрение аппаратуры технологической радиорелейной связи «Хронос ТР-012». Получение лицензий на выполнение проектно-изыскательских, строительно-монтажных и пусконаладочных работ.
2001 г. — освоение технологии поверхностного монтажа. Ввод МПЦ-И второго поколения в постоянную эксплуатацию (Ст. Тонкий Лист ОАО «Магнитогорский металлургический комбинат»).
2002 г. — разработка и освоение выпуска СВЧ-узлов для аппаратуры связи. Организационное оформление сервисного центра и проектно-изыскательского отдела.
2004 г. — начало участия в международных форумах в области железнодорожной автоматики и связи: «ТрансЖАТ-2004», Европейский конгресс по безопасности движения в Германии. Выход на зарубежный рынок магистрального транспорта, внедрение системы ЭССО на железных дорогах Казахстана. Создание и оборудование комплексной лаборатории по испытаниям на электромагнитную совместимость и устойчивость к воздействию механических и климатических факторов. Разработка МПЦ-И третьего поколения. Разработка, подготовка к производству и сертификация аппаратуры технологической радиорелейной связи «Хронос ТР-030». Включение в список организаций, которым разрешено проектирование для ОАО «РЖД».
2005 г. — начало внедрения системы МПЦ-И на сети дорог ОАО «РЖД» (Ст. Асфальтная Южно-Уральской ж.д.). Территорией эксплуатации системы ЭССО становятся все 17 дорог ОАО «РЖД». Строительство полигона для испытаний комплекса технических средств интервального регулирования движения поездов, успешное испытание прототипа системы автоматической локомотивной сигнализации с использованием радиоканала АЛСР. Разработка комплекса перегонных устройств на унифицированной базе: микропроцессорной полуавтоматической блокировки МПБ с автоматическим блокпостом, переездной сигнализации МАПС, автоблокировки СИР-ЭССО. Получение лицензии на ремонт и сервисное обслуживание систем железнодорожной автоматики.
2005—2006 гг. — интенсификация международных контактов с деловыми кругами и специалистами железных дорог Германии, Австрии, Финляндии, Италии, Испании, Японии, Ирана, Индии. Освоение бессвинцовой технологии.
2006 г. — получение сертификата ИСО 9001:2000. Успешные испытания прототипа точечного канала связи с локомотивом ТКС-Л. Разработка уникального источника бесперебойного питания малой мощности с рабочим диапазоном температур — 60…+ 85˚ С.
2007 г. — впервые на промышленном транспорте России установлена система удаленного управления движением железнодорожных составов (МПЦ-И на ст. Слябовая и Скрапная Западно-Сибирского металлургического комбината).
2008 г. — сдана в опытную эксплуатацию микропроцессорная система управления переездной сигнализацией МАПС; микропроцессорная централизация стрелок и сигналов МПЦ-И принята в постоянную эксплуатацию и рекомендована к тиражированию на железных дорогах России – филиалах ОАО «РЖД»; сдана в постоянную эксплуатацию микропроцессорная полуавтоматическая блокировка МПБ; первое внедрение микропроцессорной полуавтоматической блокировки МПБ и системы счета осей ЭССО на Латвийской железной дороге.
2009 г. — сданы в постоянную эксплуатацию МАПС, НЭМ, УСИТ и УБП нового поколения, а также система грозозащиты;  вступление НПЦ «Промэлектроника» в СРО в области строительства и проектирования.
2010 г. -  НПЦ «Промэлектроника» стал членом Некоммерческого партнерства «Предприятий промышленного железнодорожного транспорта» (НП «ППЖТ»);  пуск  4-х станций, оборудованных микропроцессорной централизаций стрелок и сигналов МПЦ-И, на Дальневосточной железной дороге.
2011 г. - ввод в эксплуатацию микропроцессорной централизации стрелок и сигналов МПЦ-И на станции Коргасын Казахстанской железной дороги и пуск новых станций, оборудованных системой МПЦ-И, на Дальневосточной железной дороге; создание совместного предприятия с мировым лидером в сфере железнодорожного транспорта – компанией Альстом Транспорт.
2012 г. - масштабная реконструкция устройств СЦБ на Норильской железной дороге; пуск станций, оборудованных микропроцессорной централизацией стрелок и сигналов МПЦ-И, в рамках открытия Новокузнецовского тоннеля на Дальневосточной железной дороге; в Армении 12 перегонов оборудованы микропроцессорной полуавтоматической блокировкой МПБ, на двух переездах введена в эксплуатацию система автоматического управления переездной сигнализацией МАПС; получение сертификата соответствия уровню полноты безопасности SIL4 стандарта СENELEC на систему контроля участков пути методом счета осей ЭССО; НПЦ «Промэлектроника» занял второе место в номинации «Системы диагностики и управления» конкурса ОАО «РЖД» на лучшее качество.
2013 г. - продолжение модернизации устройств СЦБ на Норильской железой дороге и внедрения микропроцессорной централизации стрелок и сигналов МПЦ-И на станциях Дальневосточной железной дороги; внедрение систем НПЦ «Промэлектроника» на Челябинском металлургическом комбинате, Нижнетагильском металлургическом комбинате, в Республике Беларусь, Казахстане; НПЦ «Промэлектроника» во второй раз стал призером конкурса ОАО «РЖД» на лучшее качество подвижного состава и сложных технических систем. Компания заняла почетное второе место в номинации «Системы диагностики и управления» за систему контроля свободности участков пути методом счета осей ЭССО.
2014 г. - получение сертификата на соответствие международному стандарту железнодорожной промышленности IRIS (International Railway Industry Standard); введены в постоянную эксплуатацию на ОАО «РЖД» сразу две новые системы - система контроля участков пути методом счета осей ЭССО-М и система безрелейного автоматического управления переездной сигнализацией МАПС-М; впервые на магистральной железной дороге внедрена микропроцессорная полуавтоматическая блокировка МПБ с автоматическим блокпостом (перегон Калининградской железной дороги); микропроцессорная централизация стрелок и сигналов МПЦ-И и система контроля участков пути методом счета осей ЭССО внедрены на участке высокоскоростного движения (на станции Даштабад линии Ташкент – Самарканд Узбекской железной дороги); установка лабораторного стенда по изучению работы системы микропроцессорной централизации стрелок и сигналов МПЦ-И в новом учебном центре профессиональных компетенций Дальневосточной железной дороги в городе Тында; получение сертификата соответствия уровню полноты безопасности SIL4 стандарта СENELEC на микропроцессорную централизацию стрелок и сигналов МПЦ-И.
2015 г. - учебный класс Дальневосточного государственного университета путей сообщения оборудован лабораторным комплексом микропроцессорной централизации стрелок и сигналов МПЦ-И; первое место в конкурсе ОАО «РЖД» на лучшее качество подвижного состава и сложных технических систем в номинации «Системы диагностики и управления» за микропроцессорную автоматическую переездную сигнализацию МАПС; получен сертификат соответствия наивысшему уровню полноты безопасности SIL 4 стандарта СENELEC на систему контроля участков пути методом счета осей ЭССО-М; дальнейшее участие в модернизации железнодорожной инфраструктуры Дальневосточной железной дороги и промышленных предприятий России и СНГ;
2016 г. - расширение географии внедрения системы контроля участков пути методом счета осей ЭССО-М – система введена в эксплуатацию на о. Суматра (Индонезия), ст. Долно Езерово (Болгария), ст. Хоргос (Республика Казахстан); на Дальневосточной железной дороге модернизировано рекордное количество станций – 11; система ЭССО-М введена в опытную эксплуатацию на станции «Проспект Космонавтов» Екатеринбургского метрополитена; внедрение систем НПЦ «Промэлектроника» на предприятиях ООО «ПГ «Фосфорит» (АО МХК «ЕвроХим»), ТОО «Атырауский нефтеперерабатывающий завод» (Казахстан), АО «СУЭК–Красноярск»; на ст. Вудъявр АО «Апатит» введена в эксплуатацию новинка НПЦ «Промэлектроника» – мобильный контейнерный модуль МКМ МПЦ-И; получены свидетельства Федеральной службы по интеллектуальной собственности на товарные знаки ЭССО и ЭССО-М.
2017 г. - новые внедрения наших систем на Норильской железной дороге (пост Талнах, пост Валек); оборудование сотой станции системой МПЦ-И (ст. Менгон Дальневосточной железной дороги);  введена в постоянную эксплуатацию на перегоне б.н. 337 км – Орск (парк «Г») Южно-Уральской железной дороги система АБТЦ-И; введена в постоянную эксплуатацию на ст. Асфальтная Южно-Уральской железной дороги система ЭССО-М-2; датчик ДКУ-М включен в постоянную эксплуатацию на ст. Екатеринбург-Сортировочный Свердловской железной дороги; второе место в конкурсе ОАО «РЖД» на лучшее качество подвижного состава и сложных технических систем в номинации «Системы диагностики и управления» за микропроцессорную полуавтоматическую блокировку МПБ; награждение специалистов НПЦ «Промэлектроника» премией имени Черепановых за разработку АБТЦ-И.
2018 г. - пуск ЭССО, МПБ и МПЦ-И на железнодорожной станции Периферийный железнодорожный парк Быстринского горно-обогатительного комбината; новые внедрения наших систем на Дальневосточной железной дороге – филиале ОАО «РЖД»; оборудование станции Палашеры ООО «ЕвроХим-Усольский калийный комбинат» системами МПЦ-И, ЭССО-М, МПБ (г. Березники, Пермский край); оснащение станции Заводская ОАО «ЕВРАЗ НТМК» комплексом инновационных систем (ЭССО-М-2, МПЦ-И с объектными контроллерами, модуль МКМ); модернизация станции Дудинка ПАО «ГМК «Норильский никель» (установлены системы МПЦ-И, ЭССО-М, МАПС, МПБ); третье место в конкурсе ОАО «РЖД» на лучшее качество подвижного состава и сложных технических систем в номинации «Системы диагностики и управления» за систему контроля участков пути методом счета осей ЭССО-М.
2019 г. - оборудование станции Гора Змеевая ОАО «СУМЗ» системой ЭССО-М с применением ББК-02 для удаленного управления объектами с одной из станций; оснащение системами МАПС и ЭССО-М переездов на Южно-Кавказской железной дороге; расширение путевого развития станции Фосфорит ООО «ПГ «Фосфорит» (АО «МХК «ЕвроХим»); новые внедрения наших систем на Дальневосточной железной дороге – филиале ОАО «РЖД»; первое оснащение станции на ОАО «РЖД» системой ЭССО-М-2 – станция Асфальтная Южно-Уральской железной дороги; модернизация крупной станции Угольная-2 «Бородинского ПТУ»  – филиала АО «СУЭК-Красноярск» (МПЦ-И управляет 69 стрелками, в ЭССО работают 134 счетных пункта, двухпутный перегон оборудован МАПС); применение в Бородинском погрузочно-транспортном управлении – филиале АО «СУЭК-Красноярск» нового техническое решения: на посту Восточный-Обменный станции Породная-2 введена в работу система блочной маршрутно-релейной централизации с компьютерной системой маршрутного набора; оборудование системой ЭССО-М станций Velodrom, KGM и Deport новой железнодорожной ветки городского рельсового транспорта в столице Индонезии – Джакарте.
2020 г. - оборудование системами МПЦ-И и ЭССО-М станций Сырьевая, Доменная ПАО «НЛМК»; ввод датчика ДКТ в опытную эксплуатацию на Северо-Кавказской железной дороге – филиале ОАО «РЖД»; оснащение системами ЭССО-М-2, МПЦ-И станций Кольцевая и Бункерная АО «ЕВРАЗ НТМК»; первое применение АРМ ЭЦ на сети дорог ОАО «РЖД» - на станции Челябинск-Южный Южно-Уральской дороги; оснащение системой ЭССО-М Лысогорского тоннеля Северо-Кавказской дороги; установка систем ЭССО-М, МПЦ-И в парках станции Панагия ОТЭКО-Портсервис; опытная эксплуатация комплекса КТС АЗС на станции Билимбай Свердловской дороги; первое применение системы ЭССО-М на магистрали Индонезии; оснащение системами МПЦ-И и ЭССО станции Уральская «Бородинского ПТУ» - филиала АО «СУЭК-Красноярск»; новые внедрения централизации МПЦ-И на Дальневосточной дороге – станции Речица, Джармен, Акур, Нусхи, Сельгон, Санболи; оборудование переезда на Дальневосточной дороге системой МАПС-М.
2021 г. - первое применение системы счета осей ЭССО-ИЛС – станция Промышленная Атырауского нефтеперерабатывающего завода (ТОО «РТИ-АНПЗ») в Республике Казахстан; интеграция в МПЦ-И на станции Угольная-2 «Бородинского ПТУ» - филиала АО «СУЭК-Красноярск» технологий горячего резервирования и каскадирования через Ethernet; новые внедрения централизации МПЦ-И на Дальневосточной дороге – станции Хевчен, Силит, Заболотное, Кото, Ефремов, Силип, Джелюмкен; модернизация оборудования СЦБ в парке Тундра, на станциях Алыкель, Разрез, Кайеркан, Юбилейная, КУР-2-Док, Вологочан ГМК «Норильский никель»; первое применение системы ЭССО-М в метрополитене столицы Южной Кореи – Сеуле; оснащение системами МПЦ-И и ЭССО-М-2 станции Череповец-2 ЧерМК (ПАО «Северсталь»).
2022 г. - новые внедрения системы ЭССО-М в Бразилии – в городе Араракуаре и около города Императрис; очередной этап модернизации станции Чугунная ПАО «НЛМК»; ввод централизации МПЦ-И с новыми функциями и решениями в постоянную эксплуатацию на ОАО «РЖД» – испытания проходили на станции Нижнесергинская Свердловской железной дороги; первое внедрение автоблокировки АБТЦ-И на Дальневосточной железной дороге – на перегоне Эльдиган – Тудур линии Комсомольск – Советская Гавань; применение датчиков eDKT на путях промышленных предприятий в России, Бразилии, США, Колумбии, Азербайджане; внедрение систем компании на станциях Дальневосточной железной дороги – на станции Селихин и приграничной станции Камышовая; продолжение модернизации станции Угольная-2 «Бородинского ПТУ» – филиала АО «СУЭК-Красноярск»; применение систем компании на новом туристическом маршруте от железнодорожного вокзала Екатеринбурга до музейного комплекса УГМК в Верхней Пышме.

## Структура
На данный момент в состав НПЦ «Промэлектроника» входят:
- Производственное и инженерные здания в Екатеринбурге;
- Северо-Западный филиал в Санкт-Петербурге;
- Московский филиал
- Дальневосточный филиал в Хабаровске.

## Продукция

### МПЦ-И
Микропроцессорная централизация стрелок и сигналов МПЦ-И – представляет собой систему централизованного управления напольными объектами (стрелками, светофорами, переездами и др.) на станциях любого размера, со всеми видами поездной и маневровой работы.

### ЭССО
Система контроля свободности участков пути методом счета осей ЭССО – предназначена для контроля свободности участков железнодорожного пути любой сложности и конфигурации как на станциях (в том числе с маневровыми работами), так и перегонах.

### ЭССО-М
Система нового поколения ЭССО-М контролирует свободность и занятость участков пути любой протяженности и конфигурации и служит альтернативой рельсовым цепям.

### ЭССО-М-2
Система счета осей ЭССО-М-2 обеспечивает безрелейную увязку со смежными системами СЦБ по безопасному резервируемому интерфейсу.

### МПБ
Микропроцессорная полуавтоматическая блокировка МПБ обеспечивает безопасность движения на малодеятельных участках и выполняет все функции релейной полуавтоматической блокировки, дополнительно контролируя прибытие поезда на станцию в полном составе.

### АБТЦ-И
Автоблокировка АБТЦ-И предназначена для интервального регулирования и обеспечения безопасности движения поездов, в том числе на высокоскоростных магистралях, участках с любым видом тяги, на железных дорогах всех категорий. В АБТЦ-И применяются подвижные блок-участки, дифференцируемые участки удаления, кодирование АЛС-ЕН и АЛСО как самостоятельные средства сигнализации.

### МАПС
Система автоматического управления переездной сигнализацией МАПС служит для проектирования новых и реконструкции действующих переездов и пешеходных переходов всех типов.

### МАПС-М
Безрелейная автоматическая переездная (пешеходная) сигнализация МАПС-М. Система МАПС работает на неохраняемых и охраняемых переездах, пешеходных переходах, расположенных на однопутных и многопутных перегонах с любой интенсивностью движения. Она проводит непрерывную самодиагностику, отличается компактностью, работает в широком температурном диапазоне.

### КТС АЗС
Комплекс технических средств автоматизированного закрепления подвижного состава КТС АЗС служит для автоматизации процессов закрепления составов на приёмоотправочных путях станций, ликвидации ручного труда сигналистов и работников, ответственных за закрепление подвижного состава, снижения простоев на станциях локомотивов, принимаемых и отправляемых поездов.

### БУКС
Бесконтактное устройство контроля схода БУКС реализует концепцию напольного бесконтактного неразрушаемого устройства контроля схода и волочения деталей УКСПС с расширенной функциональностью. Датчики ДКС не разрушаются от воздействия деталей подвижного состава и посторонних предметов, включая падающую с вагонов наледь, а питание и связь с напольным оборудованием обеспечены по двухпроводному интерфейсу.

### МКМ
Мобильный контейнерный модуль МКМ предназначен для размещения оборудования. Модули МКМ оснащёны системами климат-контроля, пожаротушения, охраны и контроля доступа. На объектах модули могут объединяться в транспортабельные комплексы КТК любого размера и конфигурации.